# Psammophis pulcher
Psammophis pulcher är en ormart som beskrevs av Boulenger 1895. Psammophis pulcher ingår i släktet Psammophis och familjen snokar. Inga underarter finns listade i Catalogue of Life.
Denna orm förekommer med två från varandra skilda populationer i Afrika, en i Etiopien och den andra i Kenya. Arten lever i kulliga områden mellan 400 och 600 meter över havet. Den vistas i torra savanner och har små ödlor som geckoödlor av släktet Lygodactylus som föda. Honor lägger ägg.
I begränsade områden omvandlas savannen till jordbruksmark. I utbredningsområdet ingår flera skyddszoner. IUCN listar arten som livskraftig (LC).